# Leskova
Leskova (cyr. Лескова) – wieś w Serbii, w okręgu raskim, w gminie Tutin. W 2011 roku liczyła 292 mieszkańców.